# Avión de entrenamiento a reacción

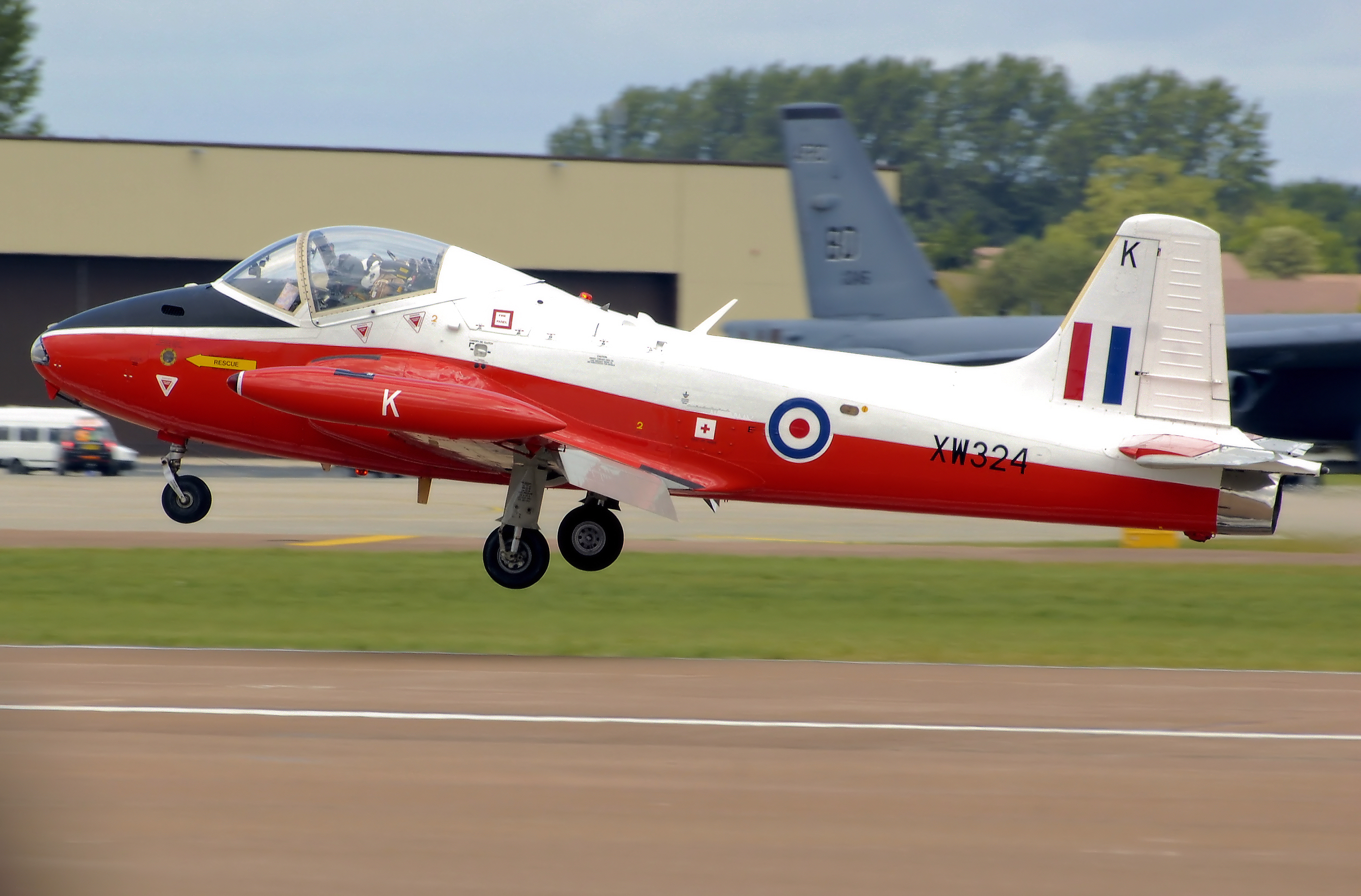
BAC Jet Provost.

Un avión de entrenamiento a reacción es un avión de entrenamiento que se utiliza como entrenador de avanzado. Los aviones de entrenamiento a reacción son diseños personalizados o modificaciones de aviones ya existentes. Con la introducción de los aviones militares a reacción hacia el final de la Segunda Guerra Mundial, se convirtió en un requisito capacitar a los pilotos en el manejo de dichos aviones.

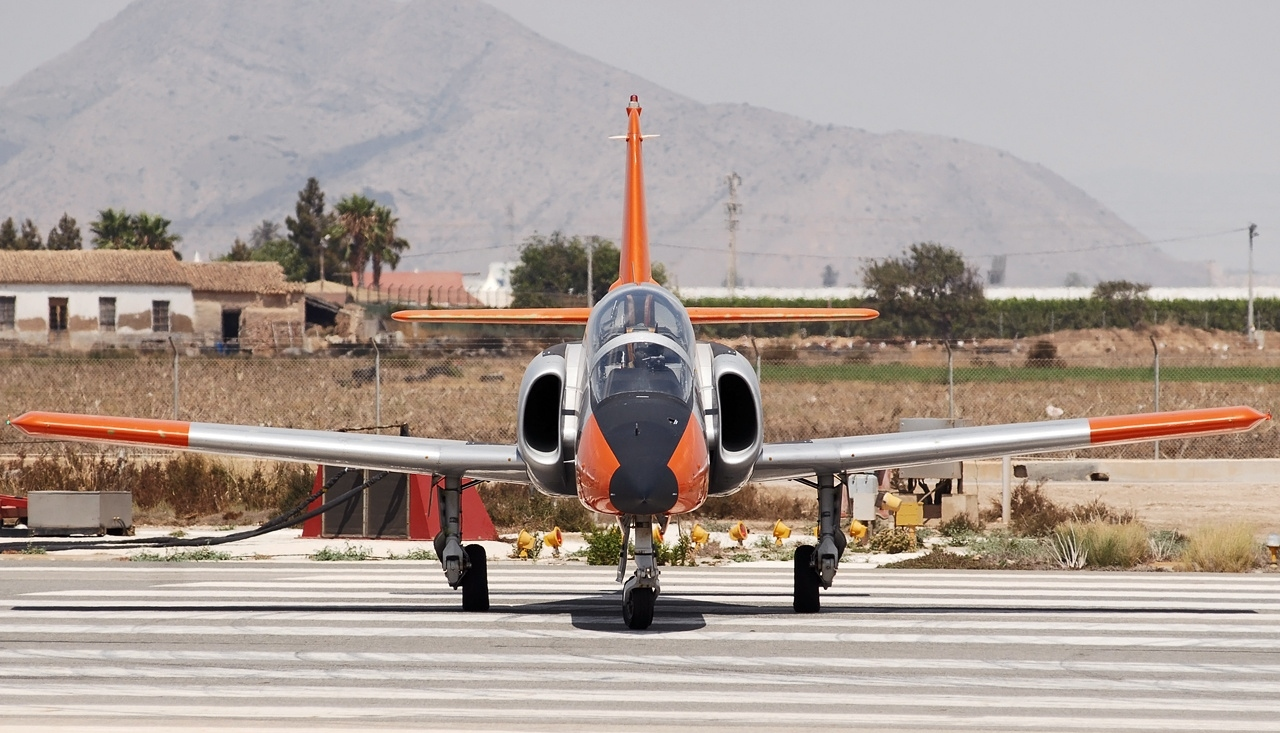
CASA C-101EB Aviojet

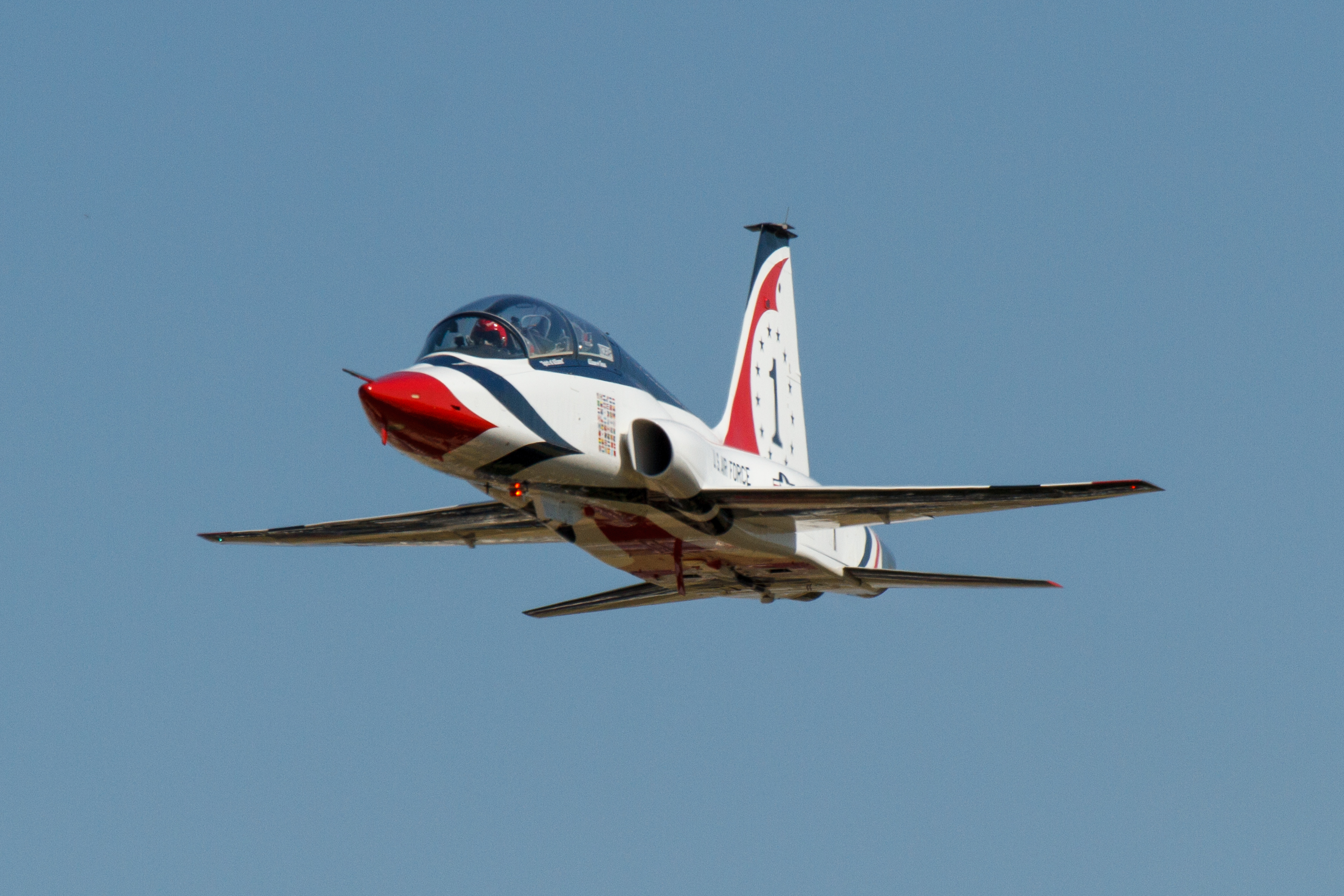
T-38 Talon

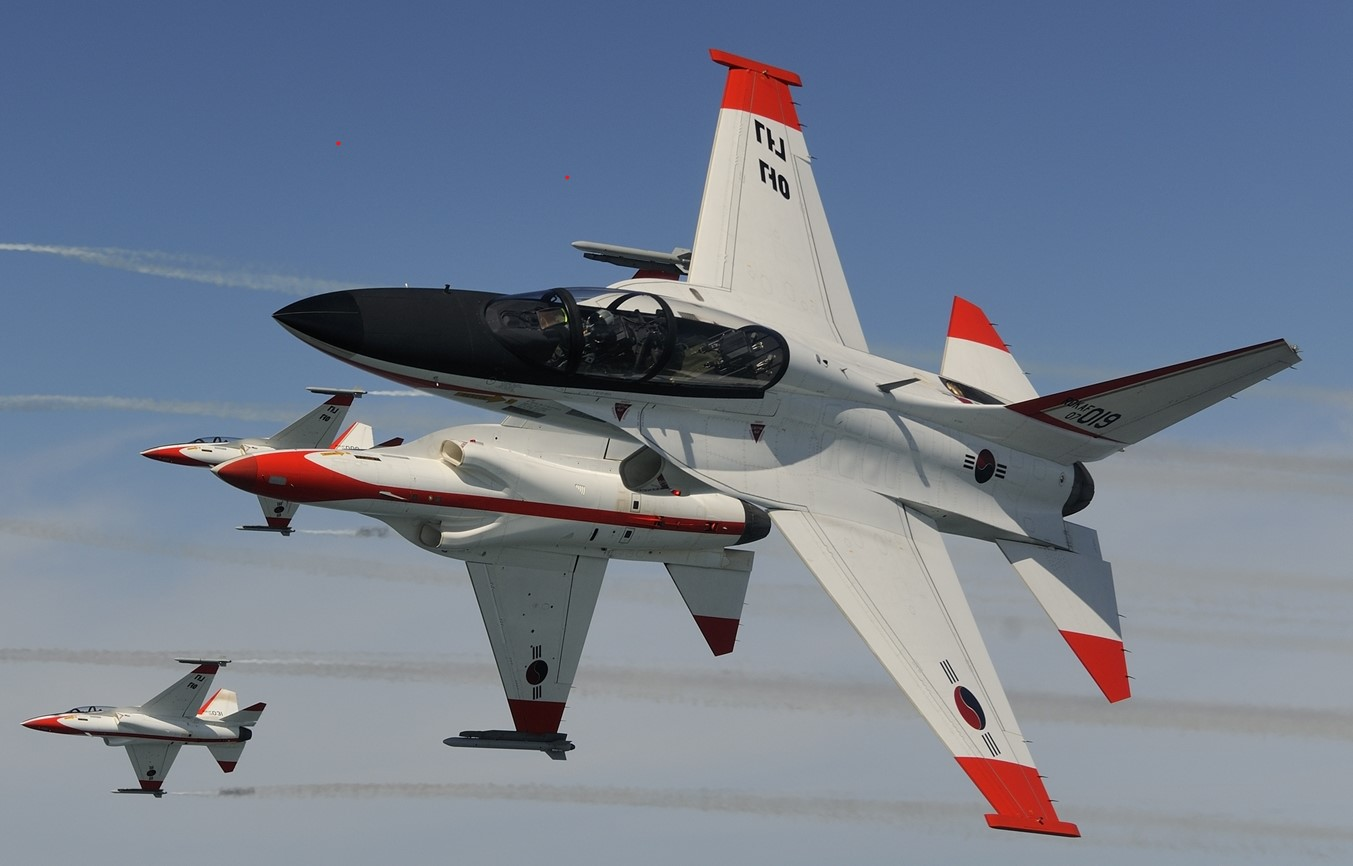
KAI T-50

## Historia
La primera generación de entrenadores en la década de 1940 se modificó a partir de diseños existentes como el Gloster Meteor y el Lockheed T-33 Shooting Star, pero a estos les siguieron aviones de entrenamiento personalizados como el Aero L-29 Delfín y el BAC Jet Provost. A medida que se desarrolló el entrenamiento, diferentes fuerzas aéreas utilizaron aviones de entrenamiento para diferentes fases del entrenamiento. Aunque la mayoría de las fuerzas aéreas continuaron utilizando aviones de pistón o posteriormente turbohélice para el entrenamiento básico en la escuela de vuelo, aparecieron varios aviones de entrenamiento como el Cessna T-37 Tweet para las primeras etapas del entrenamiento de pilotos. Los pilotos que fueron elegidos para volar en aviones de combate, o en aviones de ataque a tierra, pasaron a volar en aviones de entrenamiento avanzados como el Hawker Siddeley Gnat. A medida que los primeros aviones de entrenamiento se volvieron obsoletos, aparecieron nuevas generaciones: los británicos utilizaron el monomotor BAE Systems Hawk, mientras que los franceses y los alemanes encargaron el Dassault/Dornier Alpha Jet. En el Pacto de Varsovia, el Aero L-39 Albatros, se convirtió en el avión de entrenamiento estándar. A medida que se desarrolló el avión de entrenamiento, también se utilizó para el entrenamiento con armas, lo que llevó a que algunos entrenadores fueran modificados como aviones de ataque ligeros; por ejemplo, el Cessna T-37 Tweet se convirtió en el Cessna A-37 Dragonfly. Los aviones de entrenamiento modernos están reforzados estructuralmente para permitir maniobras y acrobacias aéreas. El Soko G-4 Super Galeb (también conocido como N-62) es un avión de entrenamiento a reacción, un avión de ataque a tierra y un caza ligero fabricado por SOKO en Mostar, Bosnia-Herzegovina. El Canadair CL-41 Tutor es un avión de entrenamiento a reacción de fabricación canadiense, empleado por la Real Fuerza Aérea Canadiense. Entre los aviones de entrenamiento a reacción chinos cabe mencionar a la aeronave Hongdu JL-8. El IA-63 Pampa es un avión de entrenamiento a reacción avanzado con capacidades de combate, diseñado y construido en Argentina inicialmente por la Fábrica Militar de Aviones con la asistencia de la empresa alemana Dornier Flugzeugwerke en la década de 1980. Fue construido para dotar a la Fuerza Aérea Argentina de un nuevo avión de entrenamiento que reemplazara a los veteranos Morane Saulnier MS.760 Paris. El Northrop T-38 Talon es un avión de entrenamiento avanzado fabricado por Northrop Grumman, usado normalmente para la enseñanza de técnicas a velocidades supersónicas, acrobacias, formación, vuelos nocturnos por instrumentación y navegación aérea. El Yakovlev Yak-130, es un avión de ataque y entrenamiento avanzado fabricado por Yakovlev. El Hongdu L-15 Falcon es una aeronave supersónica de entrenamiento avanzado y un caza ligero de alta maniobrabilidad, desarrollado en forma independiente por la empresa Hongdu Aviation Industry Corporation (HAIC), en la ciudad de Nanchang, en la provincia de Jiangxi, en la República Popular China, para cumplir los requisitos de la Fuerza Aérea del Ejército Popular de Liberación, de la Armada del Ejército Popular de Liberación y de la Fuerza Aérea de Pakistán. El AIDC AT-3 Tzu Chung (en inglés: AT-3 Advanced Trainer Aircraft) es un avión de entrenamiento de reacción avanzado, operado por la Fuerza Aérea de la República de China (Taiwán). Un total de 62 aviones fueron fabricados en Taiwán entre 1984 y 1980 por la Corporación de Desarrollo Industrial Aeroespacial (AIDC según sus siglas en inglés) con asistencia de la empresa estadounidense Northrop Corporation, también se construyó una versión de ataque a tierra.